# Dun & Bradstreet
Dun & Bradstreet Corporation je američka kompanija za poslovno istraživanje i izvještavanje. Pruža poslovne informacije, analitiku velikih količina podataka i uvide za odlučivanje poslovnim subjektima, financijskim institucijama i državnim tijelima. Sjedište joj je u gradu Jacksonville u državi Florida, SAD. Kompanija je izlistana na NYSE. Često se skraćeno naziva samo D&B. Baza podataka koju posjeduje sadrži više od 600 milijuna poslovnih zapisa širom svijeta te se smatra najvećom globalnom bazom poslovnih subjekata. 
Povijest Dun & Bradstreeta seže u 1841. godinu, kada je osnovana Mercantile Agency u New Yorku od strane Lewisa Tappana, kasnije preimenovane u R.G. Dun & Company. Godine 1933. Dun se spojio s konkurentom Johnom M. Bradstreetom i formirao današnji Dun & Bradstreet. 
Godine 1963. Dun & Bradstreet je osmislio i kreirao univerzalni sustav numeriranja podataka (D&B D-U-N-S broj).

## Vanjske poveznice
- Dun & Bradstreet
- Što je Dun & Bradstreet? (na engleskom jeziku)